# ペール・テオドール・クレーベ
ペール・テオドール・クレーベ（Per Teodor Cleve、1840年2月10日 - 1905年6月18日）は、スウェーデンの化学者・地質学者・地球科学者である。
ストックホルムに生まれた。ウプサラ大学で学び、1863年に博士号を得た。ウプサラ大学で働いた後、各国に留学し、1874年にウプサラ大学の一般化学、農芸化学の教授となった。
1879年に、ホルミウムとツリウムを発見した。またカール・グスタフ・モサンデルが1841年に発見したヂディミウム (didymium) が、2つの希土類元素の混合物であることを1874年に示した。1885年にカール・アウアー・フォン・ヴェルスバッハが、ネオジム、プラセオジムとして分離した。
1884年にイギリス王立協会から、希土類の研究の業績に対してデービーメダルを受賞した。
探検家で鉱物学者のアドルフ・エリク・ノルデンショルドによって、鉱物の希土閃ウラン鉱（クレーベ石、cleveite、閃ウラン鉱の変種）に命名された。
1970年度のノーベル生理学・医学賞を受賞したウルフ・スファンテ・フォン・オイラーは孫である。